# Cohors VI Thracum
Die Cohors VI Thracum [veterana] [equitata] (deutsch 6. Kohorte der Thraker [die Altgediente] [teilberitten]) war eine römische Auxiliareinheit. Sie ist durch Militärdiplome, Inschriften und Ziegelstempel belegt.

## Namensbestandteile
- Thracum: Die Soldaten der Kohorte wurden bei Aufstellung der Einheit aus dem Volk der Thraker auf dem Gebiet der römischen Provinz Thrakien rekrutiert.

- veterana: die Altgediente. Der Zusatz kommt in einer Inschrift[1] vor.

- equitata: teilberitten. Die Einheit war ein gemischter Verband aus Infanterie und Kavallerie.

Da es keine Hinweise auf den Namenszusatz milliaria (1000 Mann) gibt, war die Einheit eine Cohors quingenaria equitata. Die Sollstärke der Kohorte lag bei 600 Mann (480 Mann Infanterie und 120 Reiter), bestehend aus 6 Centurien Infanterie mit jeweils 80 Mann sowie 4 Turmae Kavallerie mit jeweils 30 Reitern.

## Geschichte
Die Kohorte war in den Provinzen Britannia, Germania, Pannonia, Moesia superior, Dacia und Dacia Porolissensis (in dieser Reihenfolge) stationiert. Sie ist auf Militärdiplomen für die Jahre 80 bis 165 n. Chr. aufgeführt.
Die Einheit war im 1. Jhd. n. Chr. in Britannien stationiert. Vermutlich wurde sie vor 69 aus Britannien abgezogen und in die Provinz Germania verlegt. Der erste Nachweis der Einheit in Germania beruht auf Diplomen, die auf 80 datiert sind. In den Diplomen wird die Kohorte als Teil der Truppen aufgeführt (siehe Römische Streitkräfte in Germania), die in der Provinz stationiert waren.
Zwischen 80 und 84 wurde die Kohorte in die Provinz Pannonia verlegt. Der erste Nachweis der Einheit in Pannonia beruht auf einem Diplom, das auf 84 datiert ist. In dem Diplom wird die Kohorte als Teil der Truppen aufgeführt (siehe Römische Streitkräfte in Pannonia), die in der Provinz stationiert waren. Ein weiteres Diplom, das auf 85 datiert ist, belegt die Einheit in derselben Provinz.
Zwischen 85 und 96 wurde die Kohorte in die Provinz Moesia superior verlegt. Der erste Nachweis der Einheit in Moesia superior beruht auf einem Diplom, das auf 96 datiert ist. In dem Diplom wird die Kohorte als Teil der Truppen aufgeführt (siehe Römische Streitkräfte in Moesia), die in der Provinz stationiert waren.  Weitere Diplome, die auf 100 bis 103/106 datiert sind, belegen die Einheit in derselben Provinz.
Vermutlich nahm die Kohorte an den Dakerkriegen Trajans teil und wurde danach in der neuen Provinz Dacia stationiert. Der erste Nachweis der Einheit in Dacia beruht auf einem Diplom, das auf 110 datiert ist. In dem Diplom wird die Kohorte als Teil der Truppen aufgeführt (siehe Römische Streitkräfte in Dacia), die in der Provinz stationiert waren. Weitere Diplome, die auf 114 bis 165 datiert sind, belegen die Einheit in derselben Provinz (bzw. ab 130/131 in Dacia Porolissensis).
Der letzte Nachweis der Kohorte beruht auf Ziegeln mit dem Stempel CO VI T, die auf 201/270 datiert werden.

## Standorte
Standorte der Kohorte in Dacia waren möglicherweise:
- Porolissum (Moigrad): Ziegel[6] mit dem Stempel CO VI T wurden hier gefunden.
- Largiana (Românași)
- Certiae (Romita): Ziegel[8] mit dem Stempel COH VI TH und COHOR VI TRACU wurden hier gefunden.

Ziegel mit dem Stempel COH VI TR wurden auch in Magyaregregy (Provinz Pannonia) gefunden.

## Angehörige der Kohorte
Folgende Angehörige der Kohorte sind bekannt:

### Kommandeure
| - Claudius Alpinus: er wird auf dem Diplom von 96 als Kommandeur genannt. - M(arcus) Vettius Pius, ein Präfekt (CIL 10, 1777) | - Titus Statilius Taurus, ein Präfekt (CIL 13, 6817). Er war auch Präfekt der Cohors I Augusta Ituraeorum. |

### Sonstige
| - C(aius) Iulius Maximus, ein Centurio (AE 2003, 1447) - Dolens, ein Fußsoldat: das Diplom von 96 wurde für ihn ausgestellt. - Longinus, ein Decurio (CIL 13, 7052) | - Rufus Sita, ein Reiter (RIB 121) - Ve[] Iuli, ein Decurio (AE 1994, 1510) - Petronius Disacentus, ein Reiter (CIL 13, 7052) |